# Alessandro Bianchi (urbanista)
Alessandro Bianchi (Roma, 28 gennaio 1945) è un politico e urbanista italiano, ministro dei trasporti del secondo governo Prodi dal 17 maggio 2006 all'8 maggio 2008.

## Biografia
Laureato in ingegneria civile all'Università La Sapienza di Roma nel 1970, ha proseguito la sua carriera in ambito accademico e dal 1987 al 1994 è stato professore associato di Pianificazione del territorio. Dal 1995 è ordinario di urbanistica presso la facoltà di Architettura dell'Università "Mediterranea" di Reggio Calabria, di cui è stato Rettore dal 9 settembre 1999 al 17 maggio 2006. Dal 17 febbraio 2015 al 16 dicembre 2019 è stato il Rettore dell'Università telematica Pegaso. È fondatore e Direttore della Scuola di Rigenerazione Urbana Sostenibile "La FeniceUrbana" che svolge attualmente attività didattica e di ricerca unitamente a UnitelmaSapienza Università di Roma.
È Presidente del Nucleo di Valutazione dell'Accademia di Belle Arti di Roma, Socio onorario della Società Geografica Italiana, Membro dell'Accademia di Scienze economiche e Finanziarie di Spagna, Componente del Consiglio di Amministrazione della Svimez, Membro del Comitato Scientifico del Centro Universitario Europeo per i Beni Culturali.
Dal 1994 al 1999 è stato Direttore del Dipartimento di Architettura e Analisi della città Mediterranea; nel 1999 è stato eletto Rettore dell'Università degli Studi "Mediterranea" di Reggio Calabria e il suo mandato è scaduto nel maggio 2006. Dal 2005 al 2006; dal 2003 al 2006 è stato Segretario generale della Conferenza dei Rettori. Autore di numerosi saggi e volumi, dirige la collana "Immagini di Città" della Casa Editrice Rubbettino.
Iscritto per anni al Partito Comunista Italiano, è stato successivamente segnalato come "indipendente di sinistra" legato al PdCI. Nel 2005 fonda con altri il movimento "Progetto Calabrie", che riceve un ampio consenso nell'area di sinistra, tanto che nelle elezioni politiche del 2006 verrà candidato al Senato della Repubblica nella lista "Insieme per l'Unione", con Verdi e PdCI nella Circoscrizione Calabria, ottenendo oltre 60.000 voti e sfiorando per mille voti l'elezione. Per questo motivo nel maggio 2006, su segnalazione del PdCI, gli viene affidato il Ministero dei Trasporti nel governo Prodi II. Durante il mandato da Ministro dei Trasporti, ha varato la legge sulla sicurezza stradale e avviato la redazione del Piano Generale della Mobilità. Non prenderà mai la tessera del PdCI e fin dal suo insediamento avrà divergenze con la componente calabrese del partito a motivo della sua conduzione del ministero.
Nel marzo del 2008, con l'esecutivo Prodi già caduto e in piena campagna elettorale, Bianchi decide di aderire al Partito Democratico, suscitando le critiche dei suoi ex colleghi di riferimento del PdCI. Alle Elezioni amministrative del 2013 si candida alla carica di sindaco di Roma, sostenuto dalla lista Progetto Roma: alle consultazioni ottiene però solo lo 0.16% dei consensi.
Nel 2021 è capolista di Roma Ecologista, lista promossa dall'altro ex ministro Alfonso Pecoraro Scanio a sostegno della sindaca uscente Virginia Raggi, la lista ottiene oltre 10.000 preferenze.

## Attività scientifiche e pubblicazioni
Alessandro Bianchi è responsabile scientifico delle ricerche:
- Analisi dello sviluppo urbano nazionale e delle sue interdipendenze con il sistema dei trasporti (PF Trasporti C.N.R., 1982-86)
- Rapporto annuale sulla situazione economica e territoriale del Lazio (IRSPEL, 1985-87)
- Problemi e prospettive dell'assetto urbano e territoriale nelle regioni meridionali (SVIMEZ, 1986-88)
- Atlante informatizzato dei beni architettonici e ambientali della Calabria (Ministero B.C.A.,1989-1991)
- Mappa del rischio ambientale della Calabria (CNR,1991-'92)
- Le nuove forme del piano (MURST 40%,1994, resp.locale)
- Le città del mediterraneo (CNR, 2001, resp.nazionale)
- Dottorato di ricerca in "Pianificazione e progettazione della città mediterrane" (2003-2006)
- Piano Generale della Mobilità (Ministero dei Trasporti, 2007)
- European Joint Master in Urban Regeneration (Erasmus Mundus, 2010)
- Coordinatore del “Forum Internazionale di Studi sulla Città” (2018-2019)

Ha pubblicato saggi e libri, tra i quali:
- Rigenerare il Bel Paese, Rubbettino, 2021
- Mistificazioni urbane. Dall’Antico al Moderno, in Taufer, M. (ed.), Rombach Wissenschaft, Paradeigmata, Baden Baden, 2020
- Costruire e ricostruire l’Italia, in Archivio di Stato, Nuove fonti per la storia d’Italia, De Luca Editori d’Arte, 2019
- Riflessioni sulla rigenerazione urbana, in RE_Actions, Giapeto Editore, 2019
- Le Università del Mezzogiorno nella storia dell'Italia unita.1961-2011, Il Mulino, 2011
- Un approccio progettuale alla questione meridionale, in Rivista economica del Mezzogiorno, 2009
- Mediterraneo e civiltà della Terra, RACEF, Barcellona, 2007
- Scritti d'occasione, Iiriti Editore, 2006
- La rivoluzione urbana, Rubbettino, 2004 (con M.Liverani)
- Lineamenti di un progetto territorio, Dossier di Urbanistica Informazioni, 2003
- Piccola biblioteca di urbanistica. Cento libri per sapere di urbanistica. Rubbettino, 2001
- Frammenti. Sulla città, l'urbanistica e dintorni, Rubbettino, 1998
- Alla ricerca del Piano Regolatore perduto, in AA. VV. Le nuove forme di piano, Icaro n. 7, aprile 1996
- Verso una nuova domanda di pianificazione del territorio, in Urbanistica Informazioni, 1996
- Urbanistica a Messina, Riflessioni sulla città possibile, in Città & Territorio, nº 1, gennaio-febbraio 1995
- Per un Atlante della Calabria. Territorio, insediamenti storici, manufatti architettonici, Gangemi Editore, 1993 (con altri)
- Temi di pianificazione urbanistica, Gangemi Editore, 1992
- Un Atlante del patrimonio insediativo storico della Calabria, in Storia Urbana, nº 58, 1992
- Sullo specifico della città meridionale, in Il Politecnico, nº 29, 1992
- Studi per il Piano Territoriale di Coordinamento della Calabria, Edizioni Bios, 1988 (con altri)
- Prospettive dell'assetto urbano e territoriale delle regioni meridionali: la Calabria, in Rivista Economica del Mezzogiorno, n.1, 1987
- Trasformazioni territoriali di breve periodo: un approccio metodologico, in Lazioricerche, nº 2, 1985
- Problemi di pianificazione territoriale, Casa del Libro, Reggio Calabria, 1983 (con altri)
- Sull'area dello Stretto tra ipotesi e realtà, in Controspazio nº 3,1983
- Una regione interrotta, in Controspazio nº 1-2, 1983
- L'attraversamento dello Stretto, Casa del Libro, Reggio Calabria, 1982 (con altri)
- L'approccio sistemico nella pianificazione urbana e territoriale, Casa del Libro, 1979 (con altri)